# Tasmaniacris tasmaniensis
Tasmaniacris tasmaniensis är en insektsart som först beskrevs av Bolívar, I. 1898.  Tasmaniacris tasmaniensis ingår i släktet Tasmaniacris och familjen gräshoppor. Inga underarter finns listade i Catalogue of Life.